# Gyula Andrássy il Giovane
Gyula Andrássy de Csíkszentkirály et Krasznahorka (Trebišov, 30 giugno 1860 – Budapest, 11 giugno 1929) è stato un nobile e politico ungherese, ultimo ministro degli esteri dell'impero austro-ungarico.

## Biografia
Figlio di Gyula Andrássy, deputato, nel 1906-1910 resse il ministero dell'Interno e nel 1913 fondò il partito costituzionale, favorevole all'allargamento del suffragio e a riforme democratiche.
Patrocinatore di una più stretta collaborazione con l'Italia e l'Inghilterra, fu sempre fedele al concetto della Triplice alleanza, e, scoppiata la prima guerra mondiale, cercò di convincere la diplomazia austriaca a operare per tempo in senso favorevole all'Italia, che sperava nelle cessioni di Trento e Trieste.
Nominato ministro degli Esteri il 25 ottobre 1918, fu l'iniziatore di una pace separata con l'Italia.
Esule successivamente fino al 1921, poi capo del partito cristiano-nazionale, nell'ottobre 1921 prese parte al tentativo di restaurazione della monarchia asburgica di Carlo I in Ungheria.